# Elaine la Giovane
Elaine la Giovane appare nelle leggende arturiane come figlia di re Nentres e di Elaine di Garlot, a sua volta figlia di Gorlois, duca di Cornovaglia, e di Igraine, quindi sorellastra di re Artù. In alcune versioni delle storie arturiane si innamora di Sir Percival. In altre versioni delle leggende viene presentata come figlia di re Lot del Lothian.